# Cecile Licad
Cécile Licad (Manille, 11 mai 1961) est une pianiste philippine.

## Biographie
Cécile Buencamino Licad est née à Manille, aux Philippines de (Dr) Jésus Licad et Rosario Buencamino,. Elle commence ses études de piano à l'âge de trois ans avec sa mère. Plus tard, elle étudie avec le très estimé Rosario Picazo et fait ses débuts en soliste à l'âge de sept ans, avec l'Orchestre philharmonique des philippines.
À douze ans, Licad s'installe aux États-Unis pour étudier à l'Institut Curtis avec trois des plus grands interprètes et pédagogues : Rudolf Serkin, Seymour Lipkin et Mieczyslaw Horszowski.
Licad a été surnommé comme « pianiste des pianistes » par The New Yorker.

## Répertoire et performences
Le répertoire de Cecil Licad tant soliste qu'en récital va du répertoire classique de Mozart et Beethoven à la littérature romantique de Brahms, Tchaïkovski, Schumann et Rachmaninov à la modernité des œuvres de Debussy, Ravel, Chostakovitch, Prokofiev et Bartók.

### Soliste
Licad s'est produit avec des orchestres tels que Chicago, Boston, Philadelphie, New York, le National Symphony Orchestra, le Children's Orchestra et les orchestres de Los Angeles, San Francisco, Houston, Seattle, Pittsburgh, Baltimore, Cincinnati, Phoenix, Tucson et Vancouver.
Elle est apparue pendant les festivals de Tanglewood, de Seattle, le Festival de Marlboro, le Mostly Mozart Festival (à New York et Tokyo), le Festival de Musique Orientale (Greensboro) et le Festival de musique de chambre de Santa Fe. En Europe, elle a joué avec l'Orchestre symphonique de Londres, le London Philharmonic, l'Orchestre symphonique de la radio de Bavière et l'Orchestre de la Suisse romande ; en Asie, avec le Hong Kong Philharmonic, le Nouvel orchestre Philharmonique du Japon, le NHK Symphony Orchestra à Tokyo et l'Orchestre philharmonique des Philippines.

### Musique de chambre
Cécile Licad s'est produite à la télévision avec Mstislav Rostropovitch et a joué avec des ensembles tels que le New York Symphonie de Chambre, Saint Paul Chamber Orchestra, Quatuor Guarneri, Quatuor Takács, La Société de musique de chambre du Lincoln Center et Musique de Marlboro. Elle apparaît également en tant que soliste invitée en tournée Européenne avec l'Orchestre de Chambre Orpheus. Elle a joué en récital avec Murray Perahia, Peter Serkin et Nadja Salerno-Sonnenberg, avec qui elle a joué au Lincoln Center, l'Orchestra Hall de Chicago et au Kennedy Center à Washington. Elle se produit régulièrement avec le violoncelliste Alban Gerhardt, dans toute l'Europe et aux États-Unis, notamment à la Frick Collection de New York.

### Concerts importants
Elle est apparue en tant que soliste lors de la célébration du cent cinquantième anniversaire des pianos Steinway, en juin 2003 au Carnegie Hall, dans l'exécution de six mélodies lyriques de Rachmaninov avec le ténor Ben Heppner.
En 2006, elle a joué trois pièces de Chopin et la Mephisto Waltz n° 1 de Liszt dans l'arrangement de Busoni, au Musée Isabella Stewart Gardner à Boston.
En mars 2007, elle a donné un concert spécial avec son fils de dix-neuf ans, Ottavio L. Meneses, également pianiste, au Centre Culturel des Philippines.

## Prix
- Cécile Licad gagne une reconnaissance internationale, comme l'une des plus jeunes musiciennes de l'histoire à recevoir la prestigieuse médaille d'or du Concours Leventritt. En 1981, ce prix lance sa carrière internationale et elle se produit avec les plus grands orchestres du monde.
Une biographie, Ma Fille Cécile, fait la chronique de sa vie jusqu'à la victoire du prix Leventritt est publié en 1994 : l'auteur du livre est sa mère[7],[8].
- Son enregistrement des seconds Concerto de Chopin et Saint-Saëns, sous la direction d'André Previn, avec le philharmonique de Londres, a reçu le Grand Prix du Disque Frédéric Chopin, en 1985, dans la catégorie œuvres pour piano et orchestre par l'Association Fryderyk Chopin de Varsovie[9].

## Discographie

### Récitals
- Schumann, Carnaval, Papillons et Toccata en ut majeur (1989, Sony Classical)
- Cecile Licad joue Chopin (1995, Music Masters) (OCLC 33153788)
- Ravel, Œuvres pour piano (1998, Musical Heritage Society)
- Gottschalk, Musique pour piano (1-4 octobre 2001, Naxos) (OCLC 64698271)
- Sonates américaines : Alexander Reinagle, Edward MacDowell, Charles Griffes, Elie Siegmeister (1-3 juillet 2015, Danacord) (OCLC 962422016)

### Avec orchestre
- Rachmaninoff, Concerto pour piano n° 2 en ut mineur et Rhapsodie sur une thème de Paganini, en la mineur, op. 43 - Orchestre symphonique de Chicago, dir. Claudio Abbado (1983, CBS Masterworks/Sony)
- Chopin, Concerto pour piano n° 2 et Saint-Saëns, Concerto pour piano n° 2 - London Philharmonic Orchestra, dir. André Previn (16 novembre 1983, CBS Masterworks/Sony)

### Musique de chambre et deux pianos
- Franck, Sonate pour violon ; Brahms, Sonate pour violon no 2, op. 100 - avec Nadja Salerno-Sonnenberg, violon (6-7 juillet 1988, EMI) (OCLC 31270262)
- Tchaïkovski, Trio avec piano en la mineur, op. 50 ; Brahms, Trio avec cor, violon et piano en mi-bémol majeur, op. 40 - Nadja Salerno-Sonnenberg, Antônio Meneses et John Cerminaro (6-7 janvier/4-5 mars 1993, EMI) (OCLC 809372593)
- Édition intégrale Beethoven, vol. 14 : Œuvres de chambre diverses - Licad avec Patrick Gallois, flûte, jouent Six National Airs with Variations pour flûte et piano, op. 105 et Ten National Airs with Variations pour flûte et piano, op. 107 (1997, DG) (OCLC 1040399062)
- Summerfest La Jolla 1998 : Prokofiev, Ouverture sur des thèmes juifs, op. 34 (août 1998, La Jolla Chamber Music Society) (OCLC 55054842)
- Marlboro Music Festival 50th Anniversary Album -  Licad avec Mieczysław Horszowski jouent Beethoven (3 marches pour piano à quatre mains, op. 45 (2001, Bridge Records) (OCLC 48085351)
- Santa Fe Chamber Music Festival : Haydn, Quatuor avec guitare, en ré majeur ; Korngold, Quintette avec piano en mi majeur, op. 15 - Licad avec Arnold Steinhardt, Benny Kim et Eric Kim (2002, Koch Classics)
- Casals Encores : pièces favorites de Pablo Casals - Alban Gerhardt, violoncelle (25-27 juin 2010, Hyperion Records CDA67831) (OCLC 747104696)
- Fauré, Sonates pour violoncelle - Alban Gerhardt, violoncelle (2012, Hyperion Records)[10]